# Max Wingen
Max Wingen (* 13. März 1930 in Bonn; † 28. Januar 2005 ebenda) war ein deutscher Ministerialbeamter im Bundesfamilienministerium und Leiter des Statistischen Landesamtes Baden-Württemberg. Einen Namen machte er sich als Familien- und  Bevölkerungswissenschaftler. In zahlreichen Büchern und Veröffentlichungen widmete sich Wingen familienpolitischen Themen.

## Werk und Leben
Wingen studierte Volkswirtschaft in Bonn und ergänzte dieses Studium um die Fächer Sozialpolitik und Soziologie. Einen Einstieg ins Berufsleben fand er bei der Bundesvereinigung der Deutschen Arbeitgeberverbände (BDA). 1956 promovierte er zum Dr. rer. pol. Als Mitverfasser eines Kommentars zur Kindergeldgesetzgebung wechselte er 1959 in das Bundesfamilienministerium. In seiner dann folgenden Laufbahn in der Ministerialverwaltung legte er seinen Schwerpunkt auf Familienfragen und Familienpolitik. 1979 übernahm der die Leitung des Statistischen Landesamtes Baden-Württemberg, wo er eine Familienwissenschaftliche Forschungsstelle aufbaute, die Demographie und Bevölkerungsfragen miteinander verband. 1992 kehrte er für seine letzten Berufsjahre als Ministerialdirektor an das Bundesministerium für Familie und Senioren zurück. 
Zunächst an der Universität Bochum (1973 ff.), später an der Universität Konstanz (1981 ff.) wirkte er als Honorarprofessor mit dem Schwerpunkt Bevölkerungswissenschaften. 
Ein wichtiges Anliegen war ihm zeitlebens die Botschaft, dass sich ein auf dem so genannten Generationenvertrag beruhendes Sozialversicherungssystem nur dann als dauerhaft tragfähig erweist, wenn den Empfängern von Leistungen auch genügend Einzahler gegenüberstehen. 
In einem katholisch geprägten Elternhaus im Bonner Stadtteil Beuel aufgewachsen, prägte der christliche Glaube sein Berufs- und Privatleben nachhaltig. Insbesondere der katholischen Soziallehre fühlte sich Wingen zeitlebens verpflichtet. Er engagierte sich in zahlreichen Verbänden und Vereinigungen wie dem Bund Neudeutschland und dem Familienbund Deutscher Katholiken. Seine Mitgliedschaft in der CDU verband Wingen mit einer Mitgliedschaft in der CDA, den Sozialausschüssen als dem Arbeitnehmerflügel innerhalb dieser Partei. 
Die Teilnahme am Zweiten Weltkrieg blieb ihm als Angehörigem eines „weißen Jahrgangs“ erspart: Um als Soldat im Zweiten Weltkrieg eingezogen zu werden, war er zu jung, nach Ende des Krieges für die Wehrpflicht der jungen Bundesrepublik zu alt. 

## Auszeichnungen
Für sein gesellschaftliches Wirken ist Wingen 1990 mit dem Bundesverdienstkreuz Erster Klasse und 1999 mit dem Großen Bundesverdienstkreuz des Verdienstordens der Bundesrepublik Deutschland ausgezeichnet worden. 
1988 hatte er die Dr. Wilhelm Siekmann Medaille des Deutschen Familienverbandes erhalten; der Familienbund der Deutschen Katholiken und die Gesellschaft für sozialen Fortschritt ernannten ihn zum Ehrenmitglied. 

## Publikationen
Wingen veröffentlichte rund 180 Bücher, Zeitschriftenaufsätze etc., darunter folgende Publikationen: 
- Die Geburtenkrise ist überwindbar. Wider die Anreize zum Verzicht auf Nachkommenschaft. Grafschaft 2004.
- Auf dem Wege zur Familienwissenschaft. Vorüberlegungen zur Grundlegung eines interdisziplinär angelegten Fach. Berlin 2004.
- Familienpolitische Denkanstöße. Sieben Abhandlungen. Grafschaft 2001.

- Familienpolitik – Grundlagen und aktuelle Probleme. Stuttgart 1997.
- Familie – ein vergessener Leistungsträger? Grafschaft 1995.
- Generationensolidarität in einer alternden Gesellschaft. Stuttgart 1986.
- Nichteheliche Lebensgemeinschaften: Formen, Motive, Folgen. Zürich 1984.
- Kinder in der Industriegesellschaft – wozu? Zürich 1982.
- Grundfragen der Bevölkerungspolitik. Stuttgart 1975.
- Familienpolitik – Ziele, Wege und Wirkungen. Paderborn 1964.

Seinem Lebenswerk widmen sich gesellschaftspolitische Weggefährten in der Festschrift:
- Familienwissenschaftliche und familienpolitische Signale. Jans, Bernhard / Habisch, André / Stutzer, Erich (Hrsg.), Grafschaft 2000.

## Sonstiges
Mit dem ebenfalls in der Wikipedia aufgeführten Bevölkerungstheoretiker Oskar Wingen ist Max Wingen nicht verwandt oder bekannt gewesen.